# Anui
El Anui ( en ruso: Ануй ) es un río de Rusia que fluye en la república de Altái y en el krai del Altái, en Siberia occidental. Es un afluente directo del Obi en su margen izquierda.

## Geografía
El Anui nace en la vertiente noroeste del Altái, en el macizo de Bachtchelak. Se dirige hacia el norte durante los dos primeros tercios de su recorrido, después efectúa un cambio brusco de orientación que lo lleva hacia el este, paralelamente al curso del Obi, pero en sentido inverso. Al final de su curso, después de haber atravesado la ciudad de Petropávlovskoie, efectúa un nuevo giro brusco en dirección norte. Desemboca poco después en el Obi en su margen izquierda, a una altitud de 158 metros, en Oust-Anui, a unos 30 kilómetros aguas arriba de la ciudad de Biisk. El río no es navegable. El Anui está generalmente helado desde el mes de noviembre, hasta comienzos de abril.

## Ciudades atravesadas
- Verkh-Anouïskoïe
- Petropavlovskoïe

## Hidrometría - Los caudales en Staro-Tirichkino
El caudal del Anui ha sido observado durante 51 años (durante el periodo 1936-1987) en Staro-Tirichkino, localidad sita a 10 kilómetros de su confluencia con el Obi.
El caudal interanual medio o módulo observado a Staro-Tirichkino en este periodo fue de 36,1 m³/s para una superficie de 6 850 km², más o menos el 98,5 % de la cuenca vertiente total del río que es de 6 930.
La lámina de agua recogida en esta parte de la cuenca alcanza así la cifra de 166 milímetros por año, lo que puede ser considerado como moderada, al menos en el contexto del sur de la cuenca del Obi, caracterizada por una escorrentía bastante débil. 
Las riadas del Anui ocurren en primavera, en abril y en mayo (con un máximo en abril) y resultan del deshielo de las nieves. En junio y después en julio, el caudal baja fuertemente. Se estabiliza luego, por efecto de las precipitaciones en forma de lluvia, bajando ligeramente a lo largo del resto del verano y del otoño. En noviembre acontece un nuevo declive del caudal que lleva al periodo de las aguas bajas. Éstas corresponden al invierno ruso y a sus fuertes heladas que se producen en toda la región; el río alcanza entonces su mínimo, o estiaje, periodo que va de diciembre a marzo inclusive. 
El caudal mediano mensual observado en febrero (mínimo de estiaje) está en 6,89 m³/s, o sea aproximadamente el 5,5 % del caudal medio del mes de abril (123 m³/s), lo que subraya la gran variación estacional. Sobre la duración de la observación de 51 años, el caudal mensual mínimo fue de 2,06 m³/s en diciembre de 1945, mientras que el caudal mensual máximo se elevaba a 261 m³/s en abril de 1969.
En cuanto al periodo estival, el más caudaloso porque el río está libre de hielos (de abril a septiembre inclusive), el caudal mensual mínimo observado ha sido de 9,84 m³/s en agosto de 1974. Los caudales estivales inferiores a 10 m³/s son muy raros.
|  | Gráfico no disponible temporalmente debido a problemas técnicos. |

## Afluentes
- El Chinok (12 km)